# Pirsultanlı, Düziçi
Pirsultanlı là một xã thuộc huyện Düziçi, tỉnh Osmaniye, Thổ Nhĩ Kỳ. Dân số thời điểm năm 2010 là 1401 người.